# 串內號誌站
串內號誌站（日语：／ Kushinai shingōjō */?）位於日本北海道空知郡南富良野町，是北海道旅客鐵道（JR北海道）石勝線上的號誌站。

## 車站構造
擁有3線的號誌站，可供列車交換、或是同向列車追越。1號線為上行主線、3號線是下行主線、2號線是待避線。鄰近第二串內隧道。

## 历史
- 1981年（昭和56年）10月1日 - 日本國有鐵道石勝線串內號誌站設立。
- 1987年（昭和62年）4月1日 - 國鐵分割民營化後由JR北海道接收管理。

## 相鄰車站
北海道旅客鐵道（JR北海道）
■石勝線
苫鵡（K22）－（串內信號場）－（上落合信號場）－（新狩勝信號場）－（廣內信號場）－（西新得信號場）－新得（K23）